# Romano Guardini
Romano Guardini (Verona, Italia, 17 de febrero de 1885-Múnich 1 de octubre de 1968) fue un sacerdote, pensador, filósofo, escritor y académico católico alemán. Desarrolló sus estudios y su trabajo académico en Alemania. Se lo considera uno de los teólogos más acreditados del siglo XX: su influencia se extendió a figuras como el filósofo Josef Pieper, su amigo el director de orquesta Eugen Jochum, el sacerdote Luigi Giussani (fundador del movimiento Comunión y Liberación), el educador Félix Messerschmid, Heinrich Getzeny, el arquitecto Rudolf Schwarz, el filósofo Jean Gebser, y los papas Benedicto XVI y Francisco.

## Biografía
Nació en Verona pero con solo un año su familia se mudó a Maguncia (Alemania). Vivió la mayor parte de su vida en este país, donde su padre trabajó como diplomático. 
Se ordenó sacerdote de la Iglesia católica y fue uno de los líderes de los movimientos espirituales e intelectuales que desencadenaron después las reformas aprobadas por el Concilio Vaticano II.
En 1923 fue llamado por la Universidad de Berlín para ocupar la cátedra de Filosofía de la Religión y Visión católica del mundo, creada expresamente para él y que desempeñó hasta ser forzado a renunciar por los nazis en 1939. En 1945 Guardini fue nombrado profesor en la Facultad de Filosofía en la Universidad de Tubinga, y dio lecciones de filosofía de la religión. Finalmente, en 1948, se convirtió en profesor de la Universidad de Múnich, donde permaneció hasta retirarse, por razones de salud, en 1962.

## Algunas de sus obras
- El universo religioso de Dostoievski. Emecé, Buenos Aires, 1954. 311 pp.
- Pascal o el drama de la conciencia cristiana. Emecé, Buenos Aires, 1955. 280 pp.
- Via crucis. Rialp, Madrid, 1954. 108 pp.
- La muerte de Sócrates. Emecé, Buenos Aires, 1960.
- Verdad y orden (4 tomos). Guadarrama, Madrid, 1960
- El ángel en la Divina Comedia del Dante. Emecé, Buenos Aires, 1961. 126 pp.
- La aceptación de sí mismo. Guadarrama, 1962. 161 pp.
- Panorama de la eternidad. Emecé, Buenos Aires, 1963. 244 pp.
- La cuestión judía. Sur, Buenos Aires, 1963. 88 pp.
- Sobre la vida de la fe. Rialp, Madrid, 1963. 163 pp.
- La esencia del cristianismo. Guadarrama, Madrid, 1964. 108 pp.
- La madre del Señor. Guadarrama, Madrid, 1965. 114 pp.
- Oraciones teológicas. Guadarrama, Madrid, 1966. 120 pp.
- Libertad, gracia y destino. Lumen, Buenos Aires, 1987. 244 pp.
- Los signos sagrados. Surco, Buenos Aires, 1946. 151 pp.
- El poder: un intento de orientación. Ediciones Cristiandad. 1977. ISBN 9788470570278.
- La esencia del cristianismo. Ediciones Cristiandad. 1977. ISBN 9788470575174.
- Obras Selectas, Tomo I. Ediciones Cristiandad. 1981. ISBN 9788470572876.
- Apuntes para una autobiografía. Ediciones Encuentro. 1992. ISBN 978-84-7490-283-9.
- Mundo y persona: ensayos para una teoría cristiana del hombre. Encuentro. 2014. ISBN 9788474905724.
- Cartas sobre la formación de sí mismo. Ediciones Palabra. 2000. ISBN 9788482394886.
- El talante simbólico de la liturgia. Centre de Pastoral Litúrgica. 2001. ISBN 9788474677058.
- El Rosario de María. Editorial San Pablo. 2005. ISBN 9789586071482.
- El Señor: meditaciones sobre la persona y la vida de Jesucristo. Ediciones Cristiandad. 2006. ISBN 9788470575068.
- El espíritu de la liturgia. Centre de Pastoral Litúrgica. 2006. ISBN 9788474675962.[1]
- Las etapas de la vida: su importancia para la ética y la pedagogía (5ª edición). Ediciones Palabra. 2006. ISBN 9788482392059.
- Biblia y ciencia de la fe. Ediciones Cristiandad. 2008. ISBN 9788474908404.
- Escritos políticos. Ediciones Palabra. 2011. ISBN 978-84-9840-465-4.

- Orar con el Rosario de Nuestra Señora. Editorial Desclée De Brouwer. 2012. ISBN 978-84-330-2282-0. Archivado desde el original el 17 de octubre de 2013. Consultado el 17 de octubre de 2013.
- Orar con el Via Crucis  de Nuestro Señor y Salvador. Editorial Desclée De Brouwer. 2012. ISBN 978-84-330-2296-7. Archivado desde el original el 17 de octubre de 2013. Consultado el 17 de octubre de 2013.
- La conversión de Aurelio Agustín. Un proceso interior en sus Confesiones. Editorial Desclée De Brouwer. 2013. ISBN 978-84-330-2628-6. Archivado desde el original el 17 de octubre de 2013. Consultado el 17 de octubre de 2013.
- El comienzo de todas las cosas. Editorial Desclée De Brouwer. 2013. ISBN 978-84-330-2675-0. Archivado desde el original el 9 de febrero de 2014. Consultado el 20 de marzo de 2014.